# Grewia tomentosa
Grewia tomentosa là một loài thực vật có hoa trong họ Cẩm quỳ. Loài này được Juss. mô tả khoa học đầu tiên năm 1804.